# Patricia Crampton
Patricia Crampton (Bombay, India, 12 de diciembre de 1925 - 1 de diciembre de 2016) fue una traductora literaria británica, galardona con varios premios, incluyendo de literatura infantil. Estudió en la Universidad de Oxford y trabajó como traductora en los Juicios de Crímenes de Guerra de Núremberg . Ha traducido más de 200 libros infantiles y más de 50 novelas para adultos, obteniendo grandes distinciones en el proceso. 

## Vida personal
Hija de un ingeniero británico, Leslie Cardew-Wood y Vera Kells, Patricia nació en Bombay, India. Cuando tenía cinco años, la familia se trasladó a Beaconsfield, Buckinghamshire. Logró una beca para el St Hugh's College, Oxford, donde estudió francés, alemán y ruso. Tras su graduación se trasladó a Suecia donde enseñó inglés y aprendió sueco. Al regresar a Londres en 1947, fue contratada para los Juicios de Crímenes de Guerra de Núremberg. En 1959, se casó con el escultor Sean Crampton, con quien vivió en Wiltshire y con quien tuvo dos hijos, Harriet y Dan. Patricia Crampton falleció el 1 de diciembre de 2016. 

## Premios y distinciones
El Premio Marsh fue otorgado a la traductora por el Centro Nacional de Investigación en Literatura Infantil Archivado el 11 de abril de 2020 en Wayback Machine. (Británica). La Asociación para el Servicio de Bibliotecas para Niños (American Library Association) otorga el Premio Batchelder al editor. 
- En 1999 ganó el Premio Marsh de Literatura Infantil en Traducción por su traducción de The Final Journey de Gudrun Pausewang.
- En 1987 ganó el Premio Mildred L. Batchelder  de Literatura Infantil en Traducción por su traducción de No Hero for the Kaiser de Rudolph Frank.
- En 1984 ganó el Premio Mildred L. Batchelder de Literatura Infantil en Traducción por su traducción de Ronia, la hija del ladrón de Astrid Lindgren.
- En 1984 ganó el Premio Schlegel-Tieck por su traducción de Marbot de Wolfgang Hildesheimer.
- En 1991 recibió el Premio Eleanor Farjeon por su labor por la literatura infantil.[3]

## Obras destacadas
- Ronia, la hija del ladrón de Astrid Lindgren - ganadora del Premio Mildred L. Batchelder de Literatura Infantil en Traducción (1984)
- Marbot de Wolfgang Hildesheimer - ganadora del Premio Schlegel-Tieck (1984)
- No Hero for the Kaiser por Rudolph Frank - ganadora del Premio Mildred L. Batchelder de Literatura Infantil en Traducción (1987)
- El viaje final de Gudrun Pausewang - ganadora del Premio Marsh de Literatura Infantil en Traducción (1999)
- Las expediciones de Ra por Thor Heyerdahl
- Sin techo en Bosnia por Els de Groen
- Miffy de Dick Bruna.